# Сорочицеві
Сорочицеві (Cracticinae) — підродина горобцеподібних птахів родини ланграйнових (Artamidae). Історично вважалася окремою родиною, але після низки молекулярних та філогенетичних досліджень у 2014 році Міжнародний орнітологічний конгрес вирішив об'єднати їх з ланграйновими у ранзі підродини.

## Поширення
Сорочицеві поширені в Австралії, Тасманії та Новій Гвінеї.

## Види
- Підродина сорочицеві (Cracticinae):
  - Рід сорочиця (Cracticus)
    - сорочиця сіроспинна (Cracticus torquatus)
    - сорочиця срібноспинна (Cracticus argenteus)[2]
    - сорочиця чорноспинна (Cracticus mentalis)
    - сорочиця чорновола (Cracticus nigrogularis)
    - сорочиця новогвінейська (Cracticus cassicus)
    - сорочиця тагуланська (Cracticus louisiadensis)

  - Рід Melloria
    - сорочиця чорна (Melloria quoyi)[3]

  - Рід Gymnorhina
    - сорочиця велика (Gymnorhina tibicen)[3]

  - Рід куравонг (Strepera)
    - куравонг строкатий (Strepera graculina)
    - куравонг тасманійський (Strepera fuliginosa)
    - куравонг сірий (Strepera versicolor)

  - † Рід Kurrartapu (ранній міоцен)
    - Kurrartapu johnnguyeni